# Szenes
A Szenes régi magyar családnév. Eredetileg foglalkozásnév volt, jelentése: szénégető, faszenet égetéssel előállító mesterember. Hasonló családnevek: Szén, Szénégető. Névmagyarítások során is népszerű vezetéknév volt.

## Híres Szenes nevű személyek
- Szenes Andor (1899–1935) költő, műfordító, újságíró
- Szenes Béla (1894–1927) magyar író, újságíró, színpadi szerző, műfordító
- Szenes Hanna (1921–1944) költő, magyar zsidó ejtőernyős
- Szenes Árpád (1897–1985) magyar absztrakt festő
- Szenes Ernő (1889–1944) színész, filmszínész, komikus
- Szenes Iván (1924–2010) magyar író, dalszövegíró, dramaturg, zeneszerző
- Szenes Márta (1957) pszichológus, egyetemi adjunktus